# Trage

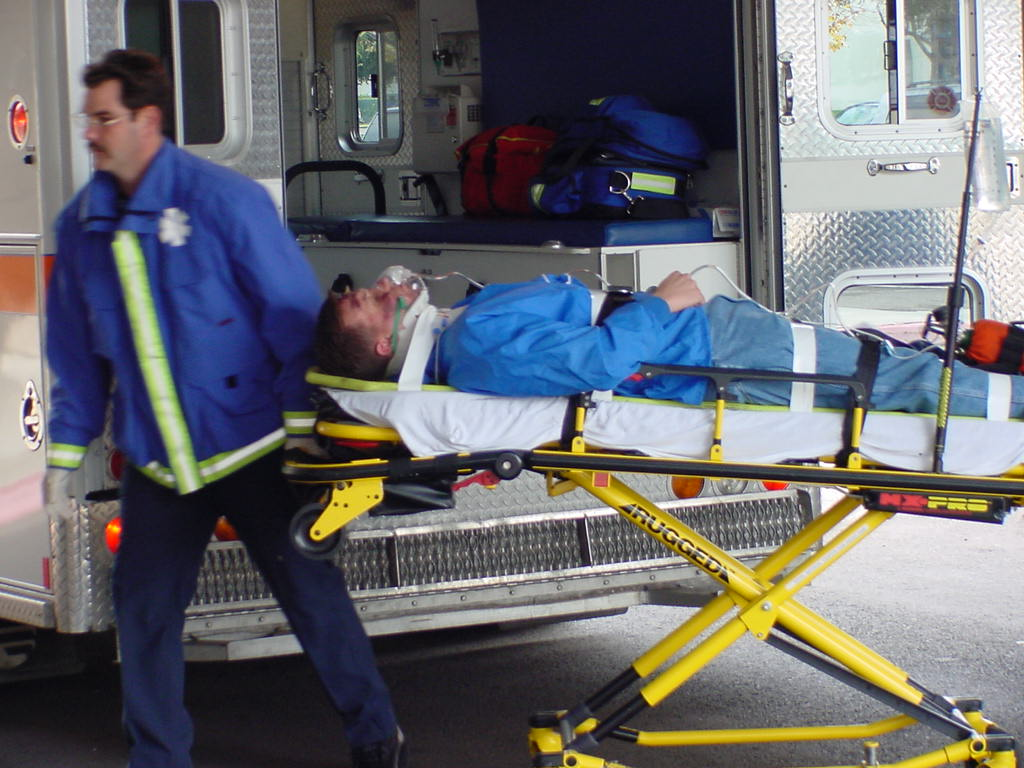
Patient auf einer Fahrtrage

Trage, vulgo auch Tragbahre, bezeichnet eine Vorrichtung, mit der eine nicht gehfähige Person in zumeist liegendem Zustand von – je nach Ausführung – einem oder mehreren Helfern transportiert werden kann. Verwendung finden Tragen insbesondere im Rettungsdienst und Katastrophenschutz, aber beispielsweise auch im Sanitätswesen des Militärs. Dort dienen sie zur einfachen und dennoch schonenden Verlegung von Patienten. Tragen, die mit einem Fahrgestell ausgestattet sind, werden auch Fahrtragen genannt.
Das Wort Bahre bezeichnet speziell ein Gestell, auf dem Tote transportiert und aufgebahrt werden (Totenbahre); umgangssprachlich wird es oft auch im Sinne von Trage gebraucht.

## Rettungsdienst

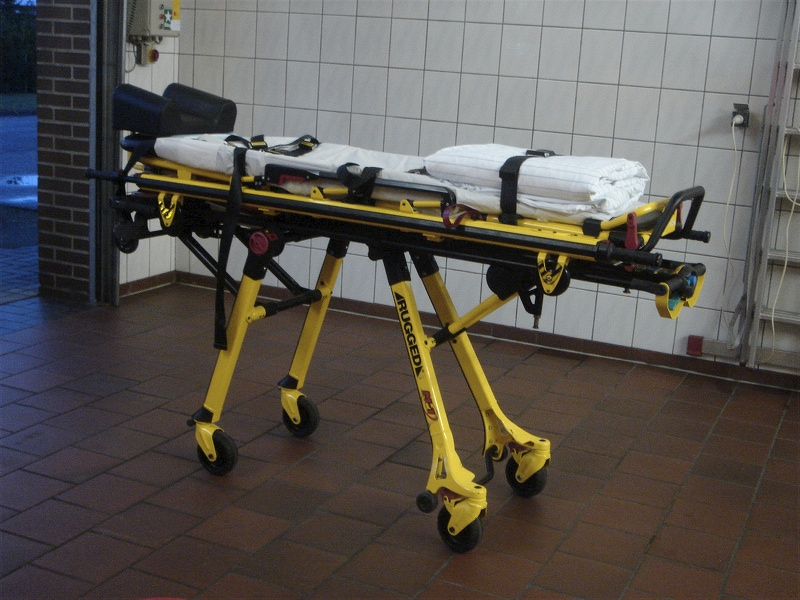
Stryker-Trage

Moderne Tragen verfügen in der Regel über ein abnehmbares Fahrgestell (mit Rollen versehen), welches die Fortbewegung der Trage durch nur einen Helfer ermöglicht und die körperliche Belastung für die Helfer verringert. Zum Transport über Stiegen oder in unwegsamem Gelände sind jedoch nach wie vor stets mehrere Personen nötig. Generell sind Tragen dazu mit vier Haltegriffen für die Helfer versehen.

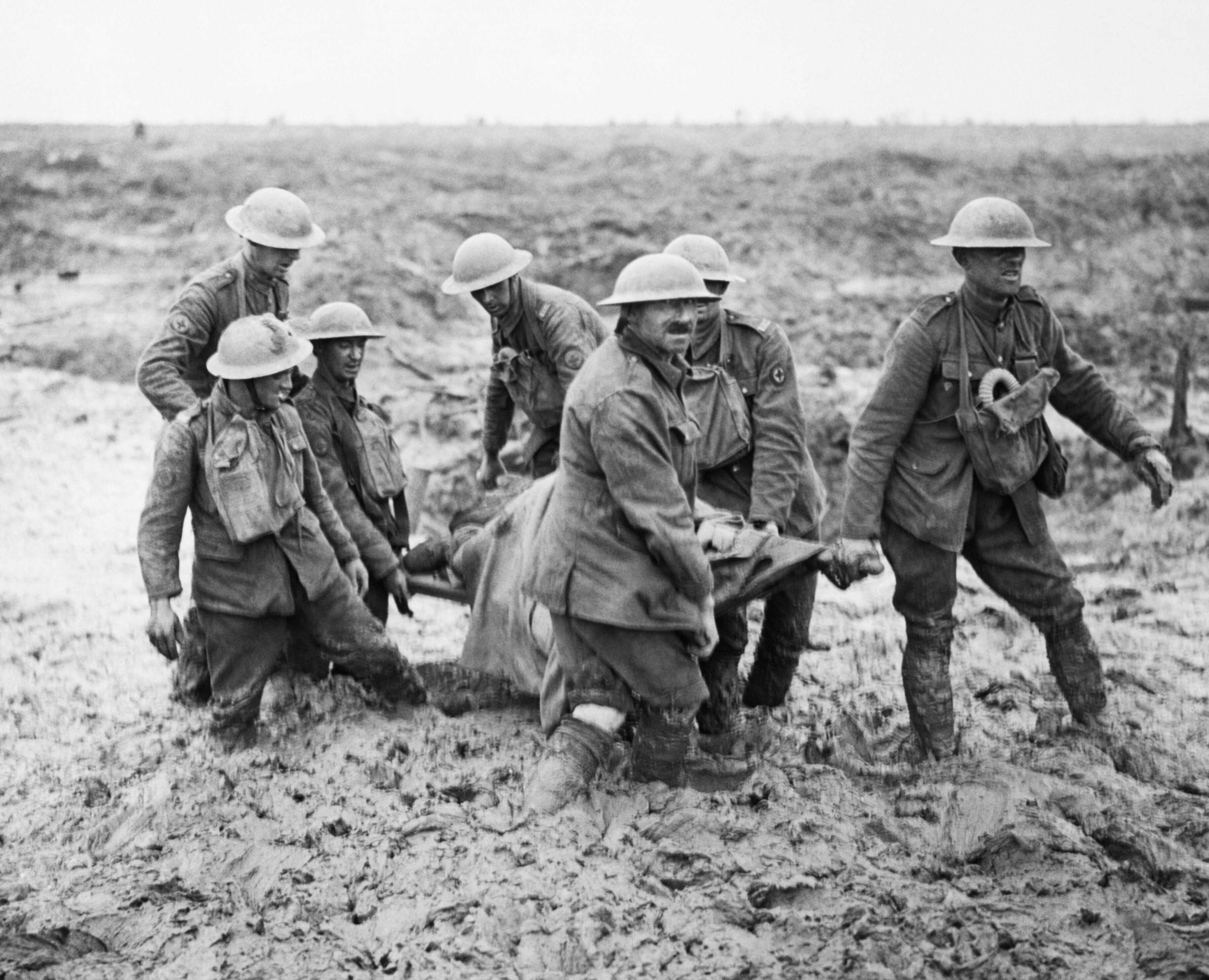
Beispiel für Nutzung im militärischen Sanitätsdienst: Sanitäter mit einem Patienten auf der Trage bei Passchendaele, August 1917 im Ersten Weltkrieg

Im modernen Rettungsdienst müssen Tragen nicht nur gesteigerten Ansprüchen an die Robustheit des Materials, sondern auch an den Komfort und die Sicherheit des Patienten genügen. Diese Tragen sind generell mit Polstermaterial versehen und erlauben auch die zusätzliche Verwendung einer Vakuummatratze oder anderer Immobilisationssets. Unterschiedliche Gurte tragen zur Sicherheit des Patienten beim Transport bei. Zudem muss die Möglichkeit gegeben sein, den Kopfteil gegenüber dem Rumpf des Patienten erhöht zu lagern. Nach Möglichkeit soll das Fahrgestell durch unterschiedliche mögliche Stellungen verschiedenen typischen Situationen gerecht werden, etwa der Patienten-Umlagerung, der Bekämpfung eines Volumenmangelschocks durch Hochlagerung des Fußendes etc.
Des Weiteren gibt es für viele Tragen zusätzliche Infusionsständer oder auch Gerätehalterungen für Defibrillatoren, Beatmungsgeräte, Spritzenpumpen etc.
Wichtig und innerhalb Deutschlands durch Ländergesetze vorgeschrieben ist die bedarfsgerechte Desinfektion und Reinigung der Trage. Nur durch die Umsetzung der entsprechenden Hygienemaßnahmen können Schädigungen des nächsten Patienten vermieden werden.

## Normen
Es gibt für manche Bereiche genormte Ausführungen von Tragen, so schreibt die DIN 13024 die Basisanforderungen an Krankentragen im Zivil- und Katastrophenschutz vor. Dies erhöht die überregionale Kompatibilität des Hilfsgeräts der Einheiten. Tragen für militärische Sanitätsdienste entsprechen der Norm STANAG 2040. Fahrtragen sollen den Europäischen Normen EN 1789 und EN 1865 entsprechen.
Die EN 1865 schreibt u. a. gängige Mindestanforderungen für die Konstruktion von Krankentragen und andere Krankentransportmittel vor, die in Kranken- bzw. Rettungswagen für die Behandlung und den Transport von Patienten eingesetzt werden. Gleichzeitig legt die EN 1789 die Anforderungen, Prüfung und Ausrüstung für den Transport und die Sicherheit von Patienten fest.
Wesentlicher Bestandteil der EN 1789 ist ein dynamischer Crashtest, bei dem das Fahrtragensystem mit einer Beschleunigung von 10g in jeder Richtung, vor-, rück-, seitwärts und senkrecht, geprüft wird. Die Sicherheit des Patienten soll so im Falle eines Unfalls des Rettungswagens gewährleistet sein. Die Prüfung der Fahrtragen hinsichtlich des Verhaltens im Falle eines Crashs erfolgt mithilfe eines Rollwagens, der auf ca. 32 km/h beschleunigt und mit einer Verzögerungseinrichtung abgebremst wird. Die auftretende g-Kraft während der Verzögerung stellt hohe Anforderungen an das Tragensystem dar. Die Bilder zeigen den Prüfaufbau und die Fixierung der Fahrtragen auf dem Rollwagen.

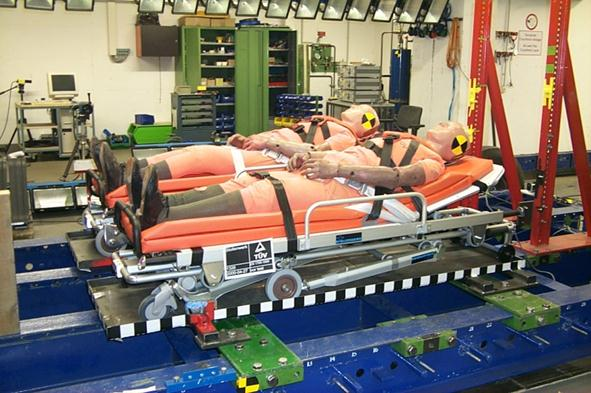
EN 1789 – Crash-Test Fahrtragensystem vorwärts
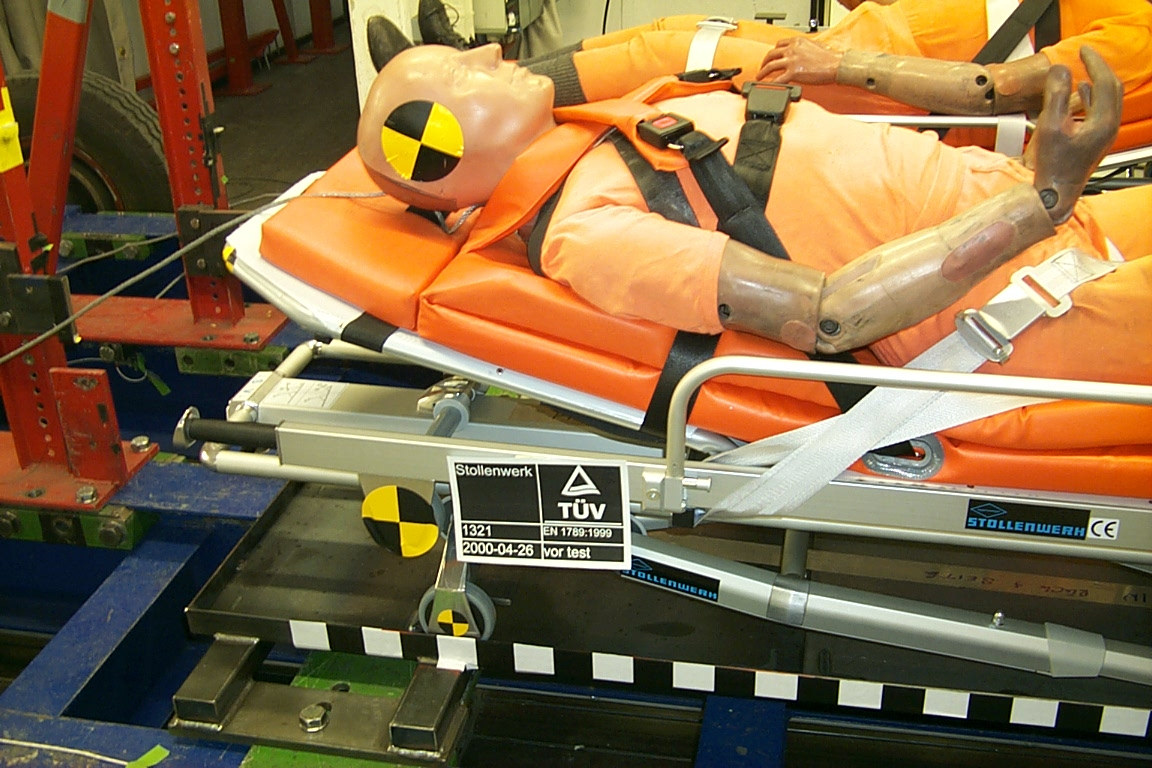
EN 1789 – Crash-Test Fahrtragensystem vor- & rückwärts

Wenn eine Fahrtrage den Test besteht, ohne die Parameter des Prüfaufbaus zu verletzen, und nicht die Halterung verlässt, hat sie den dynamischen Test nach EN 1789 bestanden.

## Andere Formen

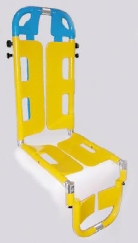
Kombitrage

- Für die schonende, patientengerechte Rettung und Umlagerung von Traumapatienten (verletzte Personen, insbesondere bei Verdacht auf Wirbelsäulentrauma) kommen Schaufeltragen zum Einsatz.

- Sogenannte Kombitragen vereinen Schaufeltrage und Tragstuhl. Eine solche Trage kann sowohl im ausgestreckten als auch im geknickten Zustand geteilt werden. Somit können Patienten sitzend aufgenommen und transportiert werden.

- Schleifkorbtrage
- Schaufeltrage
- Schleifkorb
- Rettungstuch
- Spineboard
- Letzi-Mobil, motorisierte Fahrtrage

## Hersteller
Bekannte Hersteller von Tragen für den Rettungsdienstbedarf sind unter anderem die Firmen Ferno, Stryker sowie Stollenwerk oder auch Pensi Rescue aus Finnland.

## Geschichtliche Entwicklung in Deutschland
Als mit der Bildung von Löschmannschaften in Form von Pflichtfeuerwehren am Anfang des 19. Jahrhunderts deren Rechte und Pflichten festgelegt wurden, gab es auch Anordnungen zur Handhabung von Tragen. So hatte der Ortsvorstand eine Abteilung rüstiger Männer auszuwählen, welche „unter eigenen Anführern steht, und zum Retten von Menschen, Hausthieren und Effecten bestimmt ist“. Diese Mannschaft hatte sich, „soviel thunlich, mit starken, besonders an den Handhaben gut befestigten geflochtenen Körben, Rettungsschläuchen, Tragbahren, Zubern, Seilen und Brechwerkzeugen“ zu versehen, um Rettungsmaßnahmen durchzuführen. Beispielsweise erließ das Herzogtum Nassau im November 1826 eine solche Verordnung.
Der Fortentwicklung im Sanitätswesen widmeten sich in Lübeck mehrere Militärs außer Dienst. Sie hatten Mängel in den Jahren 1870/71 erlebt und bemühten sich um Verbesserungen. Hierbei tat sich u. a. Johann Gottlob Judersleben oder Heinrich Kühne hervor.
Jährlich wurde die Kompetenz der Kolonne und deren Entwicklung mit Unterstützung des heimischen Regiments öffentlich mit einer Sanitätskolonnen-Uebung demonstriert.

Lübecker Sanitätskolonne
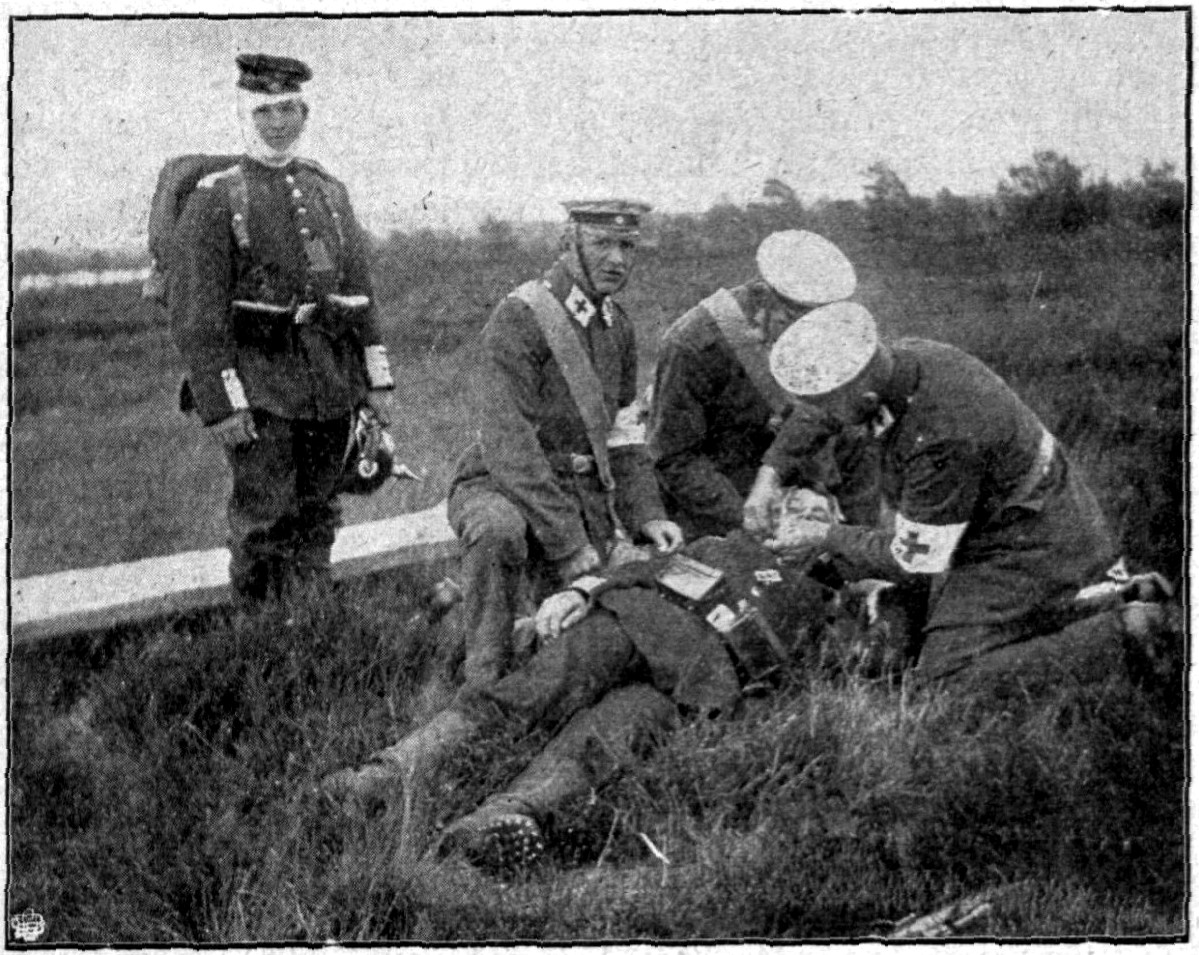
Auffindung eines am Kopf Verwundeten und erster Verband
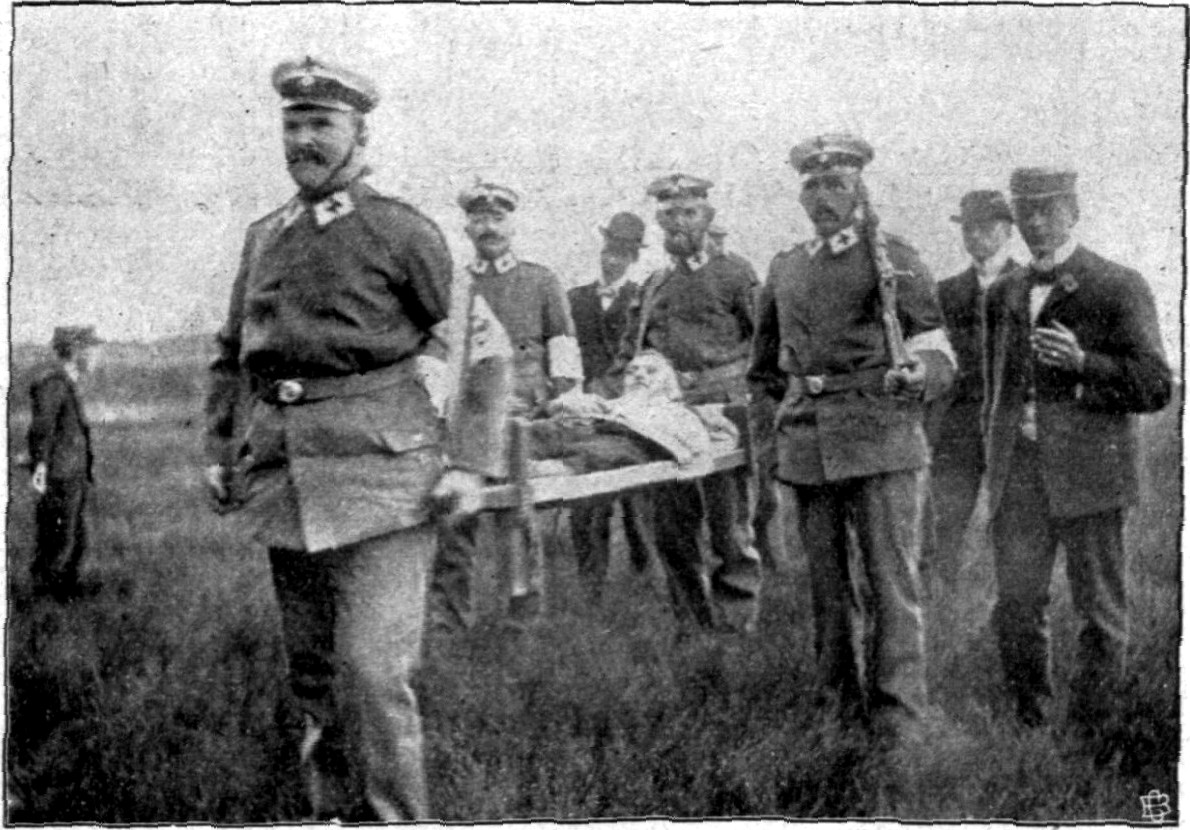
Transport eines Verwundeten
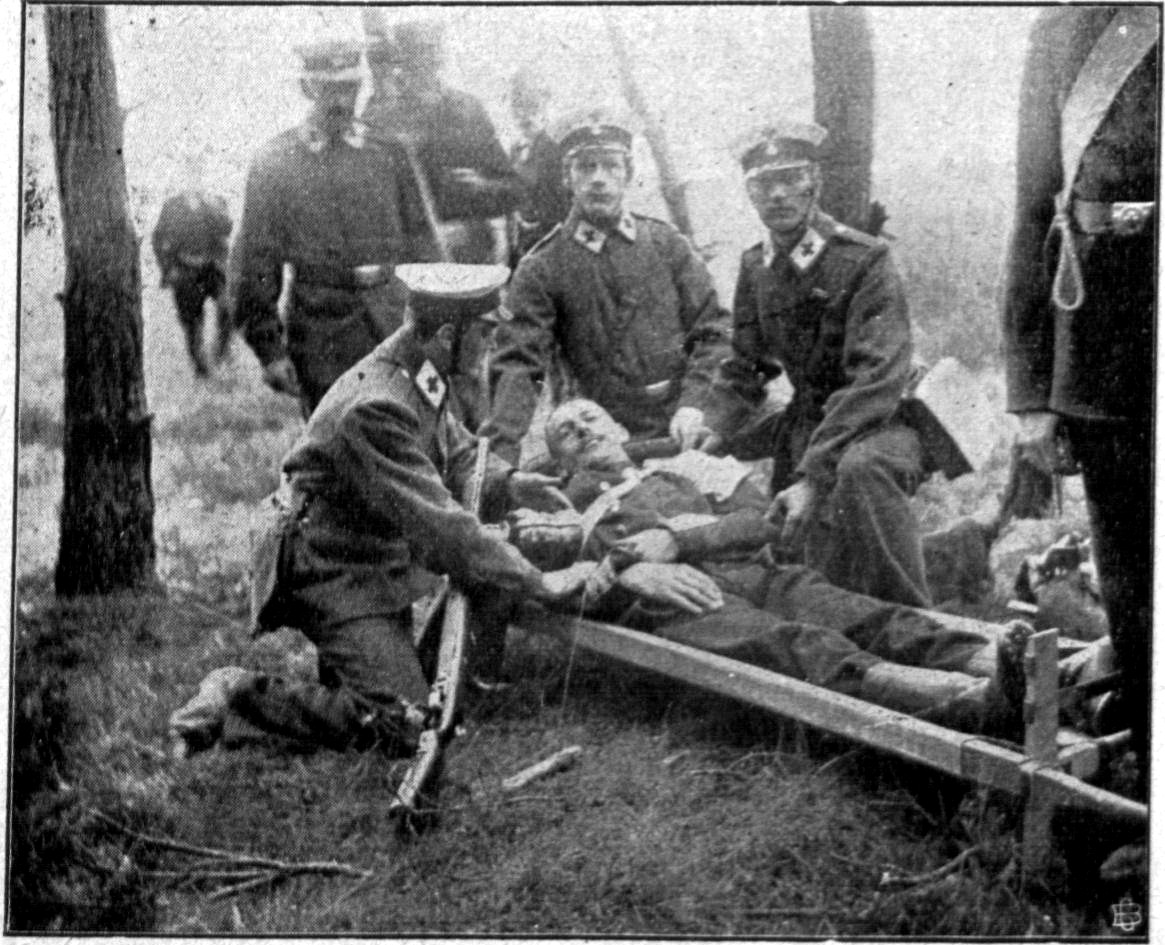
Rettung eines Verwundeten für den Transport
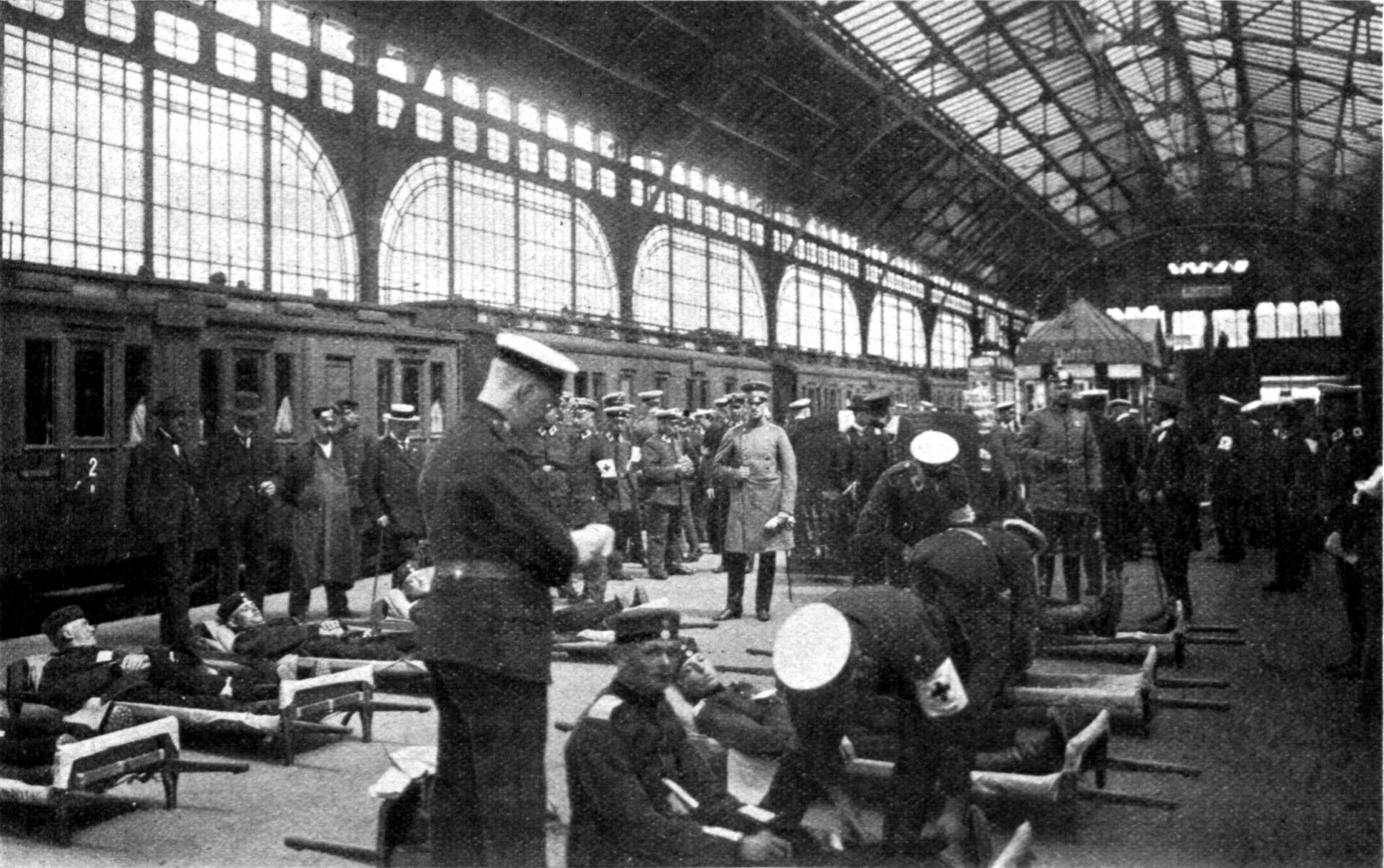
Die markierten Verwundeten auf dem Lübecker Bahnhofsperron
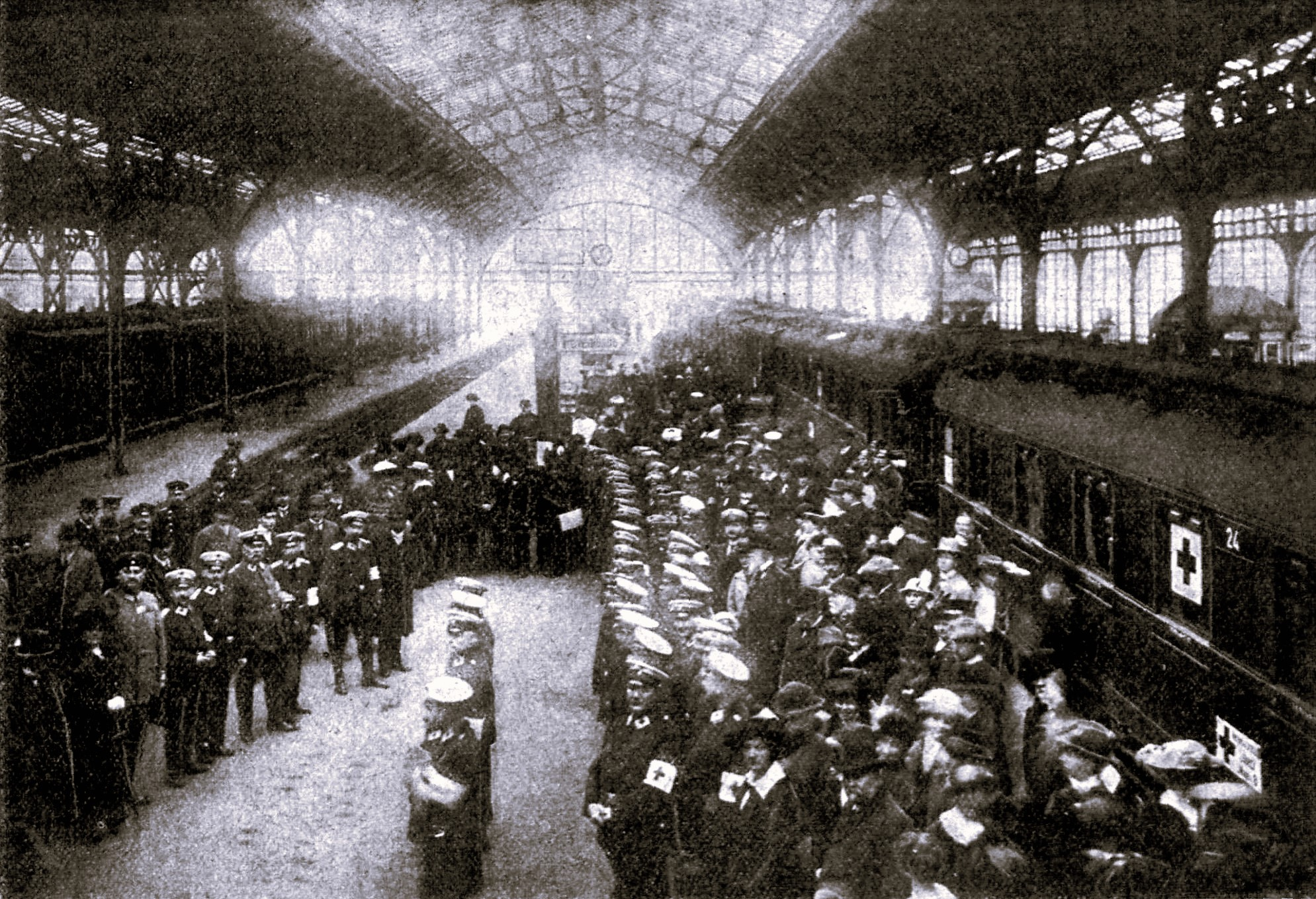
Abfahrt des Lazarettzuges am 27. Oktober 1914

Auf dem mittleren Bild steht rechts hinter dem hockenden Sanitäter jener Heinrich Kühne. So wurde beispielsweise ein Traggestell entwickelt, das bei der Übung von 1914 – der Transport erfolgte erst per Schiff, dann per Bahn – zuletzt öffentlich in Lübeck zu Friedenszeiten demonstriert wurde. Dieses wusste so weit zu überzeugen, dass die Lazarettzüge und -schiffe in den Ersten Weltkrieg mit Traggestellen des sogenannten Systems Lübeck zogen.
Während des Zweiten Weltkrieges nutzte die Wehrmacht im Hochgebirge oder in stark verschneitem Gelände auch Krankentrageschlitten. Dies war ein Skischlitten für Verwundete, der aus einem Paar Skier, einer hälftengleichen Feldtrage mit zwei Gurten und je vier Verbindungsstücken mit Lederriemen und Lenkstützen bestand. Damit wurde eine sichere Verbindung zwischen Trage und Skiern hergestellt. Mithilfe der Lenkstützen konnte der Krankentrageschlitten gelenkt und gebremst werden. Der Krankentrageschlitten war für die Gebirgstruppen eines der wichtigsten und schnellsten Transportmittel für Verwundete und Kranke. Mit einem Gewicht von bis zu 120 kg (beladen) war die Trage gut handhabbar und ließ sich auch mit einer Seilkonstruktion an Gebirgshängen ableinen. Auch konnten bis zu sechs Krankentrageschlitten verbunden und von einem Pferd gezogen werden.

Krankentrageschlitten
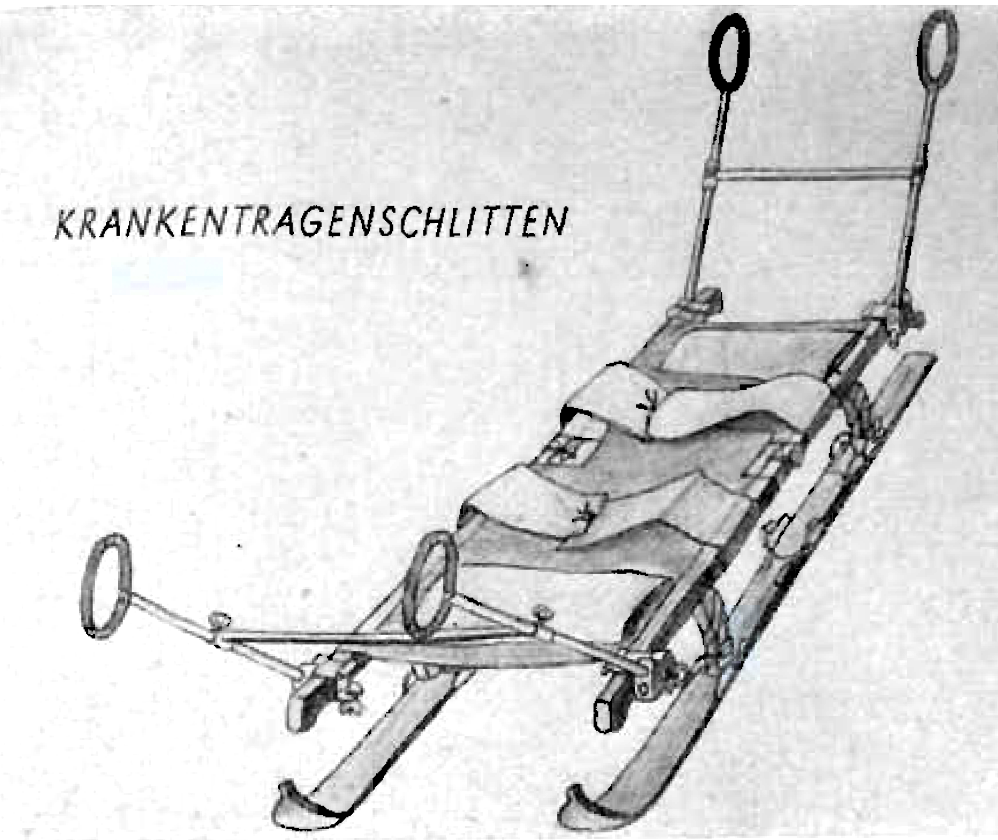
Der Krankentrageschlitten
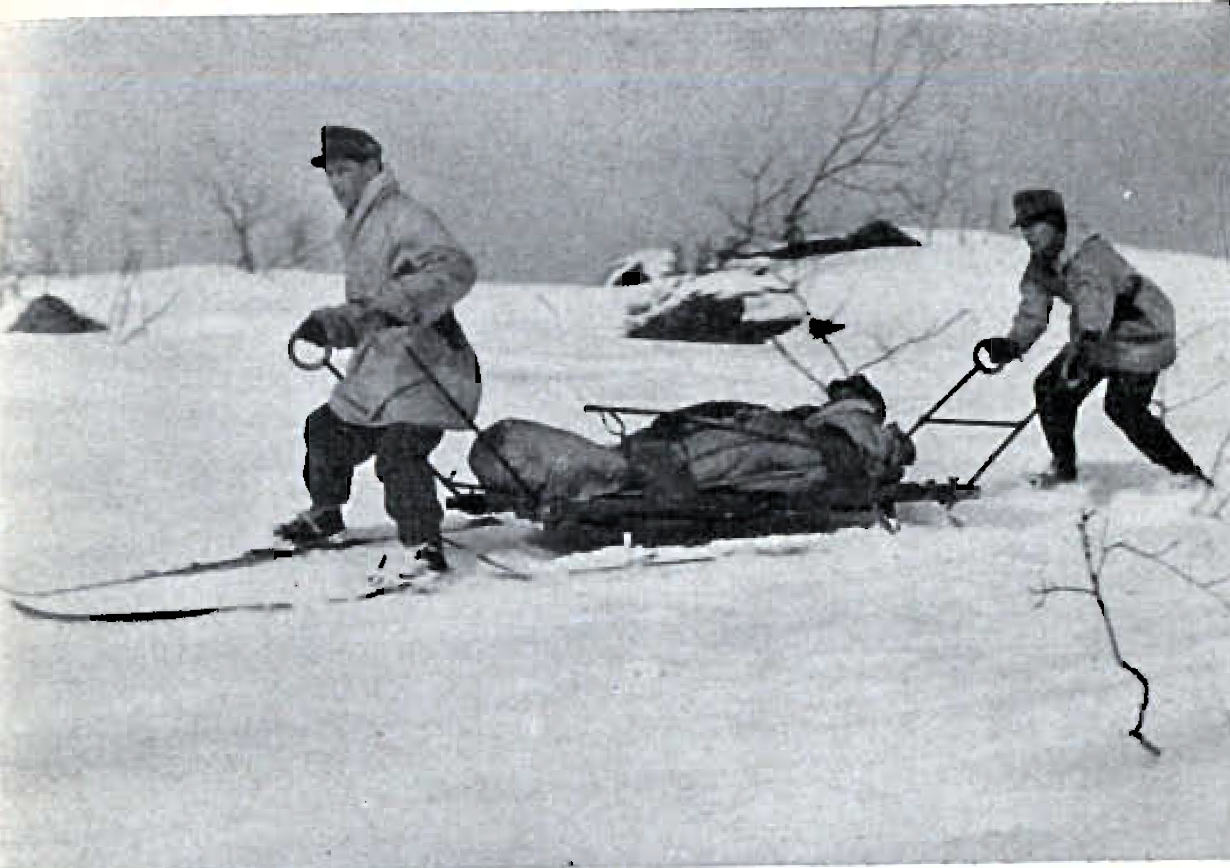
Krankentrageschlitten unterwegs im Gelände
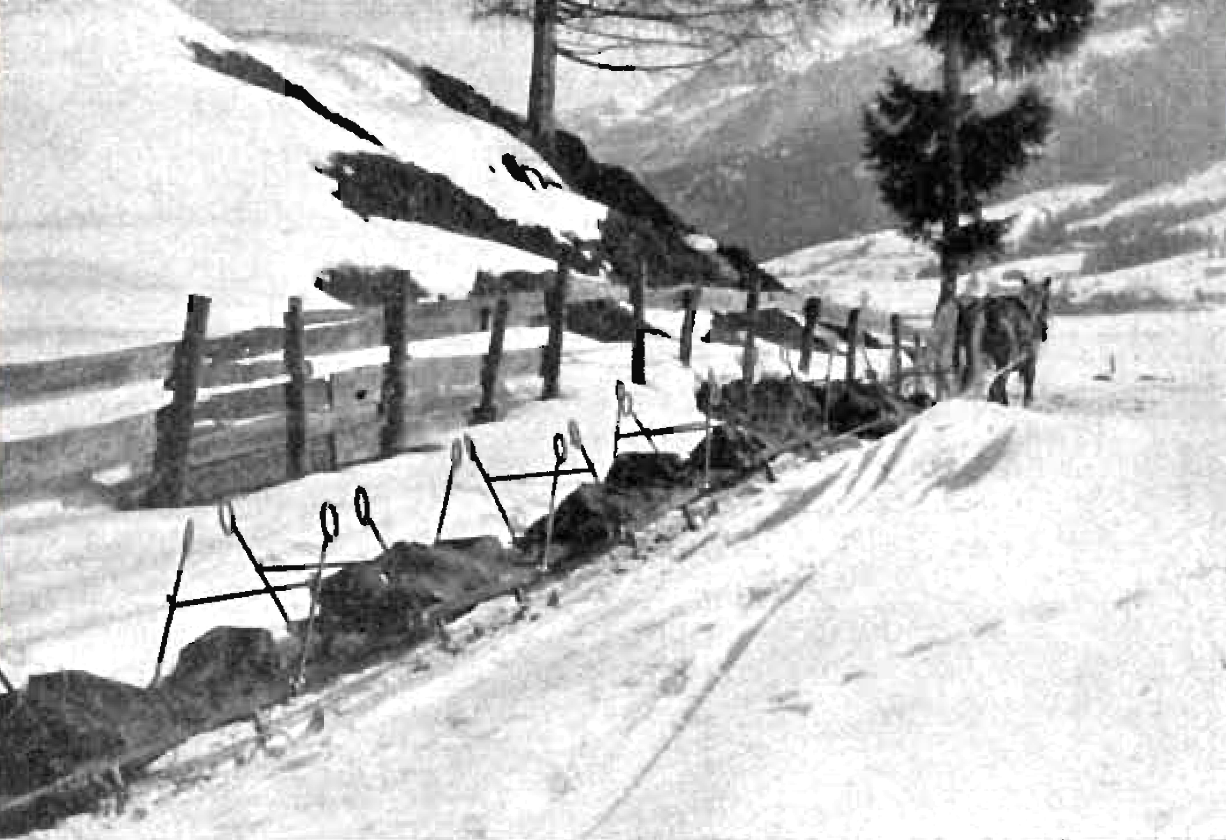
Sechs Krankentrageschlitten gezogen durch ein Pferd